# Le Grand Débat (Raymond Aron)
Pour les articles homonymes, voir Grand débat.
Le Grand Débat. Initiation à la stratégie atomique est un livre du sociologue français Raymond Aron paru en 1963.